# Torre di Mosto
Torre di Mosto település Olaszországban, Veneto régióban, Velence megyében. Lakosainak száma 4801 fő (2023. január 1.). Torre di Mosto Caorle, Ceggia, Cessalto, Eraclea, San Donà di Piave és Santo Stino di Livenza községekkel határos.

## Népesség
A település népességének változása:
| Lakosok száma | 4785 | 4770 | 4801 |
|               | 2017 | 2018 | 2023 |